# Horisme leprosa
Horisme leprosa là một loài bướm đêm trong họ Geometridae.